# Radzyny
Radzyny (pol. hist. Radzin) – wieś w Polsce położona w województwie wielkopolskim, w powiecie szamotulskim, w gminie Kaźmierz.

## Położenie
Wieś leży na Pojezierzu Poznańskim, nad Samą. Znajduje się tam zbiornik retencyjny Radzyny.

## Historia
Miejscowość pierwotnie związana była z Wielkopolską i ma metrykę średniowieczną. Istnieje co najmniej od pierwszej połowy XIV wieku. Po raz pierwszy odnotowane zostało w łacińskim dokumencie z 1424 związane ze wsią odmiejscowe nazwisko "Redzynsky". Później miejscowość notowano w 1438 jako "Radzin", 1445 "Radzim, Radzimi", 1465 "Radziny", 1502 "Radzyny, Radzymy", 1510 "Radzym", 1570 "Radzini", 1583 "Radzimy".
Okolice miejscowości były zasiedlone jednak już wcześniej niż odnotowały to zachowane zapisy historyczne. Na południe od wsi w jej pobliżu wsi archeolodzy odkryli ślady osady oraz fragmenty naczyń z X-XIII wieku.
Wieś była początkowo własnością szlachecką w dobrach Kazimierz należącą do wielkopolskiej szlachty z rodu Redzyńskich, którzy od nazwy wsi przyjęli odmiejscowe nazwisko, a później także do Ostrorogów herbu Nałęcz oraz Bronikowskich. W 1451 leżała w powiecie poznańskim województwa poznańskiego w Koronie Królestwa Polskiego. W 1510 wieś należała do parafii Kazimierz.
Pierwsze w zapisach historycznych odnotowane zostało odmiejscowe nazwisko pochodzące od nazwy wsi. W 1424 Janusz Redzyński z Sokolnik koło Szamotuł, obecnie Sokolniki Wielkie toczył spór sądowy z Pawłem kmieciem ze Śremu. W 1438 odnotowany została sprawa sądowa Jana kmiecia radzyńskiego z Gotardem z Przyborowa koło Szamotuł "o 5 ran krwawych". W 1444 odnotowany został także Andrzej Radzyński (oryg. "Radzinski") kmieć radzyński lub mieszczanin poznański, który miał płacić 6 groszy czynszu z ogrodu na Winiarach koło Poznania Mikołajowi Wedelskiemu altaryście altarii Wszystkich Apostołów i św. Michała Archanioła w kościele parafii św. Marii Magdaleny w Poznaniu, której kolatorem był mieszczanin poznański Wojtek Bogaty.
W 1445 Małgorzata z Szamotuł córka zmarłego kasztelana międzyrzeckiego Wincentego z Szamotuł oraz żona księcia raciborskiego Wacława II, została pozwana przez Dziersława z Rozwarowa z dziedzin Radzyny, Baworowo, Popówko koło Szamotuł oraz Piotrkowo. W 1445 wraz z mężem Wacławem sprzedała swojej matce Annie, wdowie po Wincentym z Szamotuł, wsie leżące koło Szamotuł: Szamotuły Stare, Baworowo, Piotrkowo i Radzyny.
W latach 1445-1465 właścicielką wsi była Anna wdowa po Wincentym z Szamotuł. W 1445, 1449 i 1451 zapisała w dożywocie szlachciance pannie Helenie w zamian za służbę 5 grzywien półgroszy czynszu na swojej wsi Radzyny oraz na wszelkich dochodach z radzyńskiego młyna. Po śmierci Heleny czynsz przejęło w dożywocie rodzeństwo Heleny: Barbara, Jan oraz Katarzyna, a po ich ewentualnej śmierci suma miała wrócić do Anny oraz jej spadkobierców. W 1465 Anna wraz ze swymi wnukami księciem raciborskim Januszem V oraz księżniczką raciborską Katarzyną toczyła spór sądowy z kasztelanem poznańskim Piotrem Szamotulskim o Pamiątkowo i Radzyny.
W latach 1502-1515 właścicielami wsi byli kasztelan kaliski Stanisław i Wacław Ostroróg, synowie Jana z Ostroroga oraz Heleny księżniczki raciborskiej, córki księcia Wacława II. W 1502 przedali oni z zastrzeżeniem prawa wykupu czynsze zapisane na Ostrorogu oraz swych wsiach, w tym na Radzynach: kapitule katedry poznańskiej za 50 zł od sumy 725 złotych węgierskich wikariuszom katedry poznańskiej za 2 grzywny i 4 grosze od sumy 25 złotych, kapitule kolegialnej NMP w Poznaniu 16 złotych od sumy 200 zł węgierskich, Mikołajowi kanonikowi wspomnianej kolegiaty za 6 zł węgierskich od sumy 72 złotych węgierskich. W 1504 dziedzice ci w Pamiątkowie, Baworowie i Radzynach toczyli spór ze swoją macochą Dorotą z Wrześni o to, że po śmierci ich ojca Jana z Ostroroga wraz z 8 szlachcicami więzili ją w fortalicjum w Grodzisku. W 1510 bracia Ostrorogowie dokonali podziału dóbr w wyniku którego Radzyny otrzymał Stanisław Ostroróg. W 1511 Stanisław był dworzaninem króla polskiego Aleksandra Jagiellończyka. Sprzedał on wówczas kasztelanowi poznańskiemu Janowi Zarembie z Kalinowy  wieś Radzyny za 600 florenów w złocie. W 1515 Stanisław kasztelan kaliski sprzedał z zastrzeżeniem prawa odkupu Mikołajowi z Kretkowa Pamiątkowo, Baworowo i Radzyny za 1100 złotych węgierskich.
W latach 1540-1559 włascicielami wsi byli synowie Wacława Ostroroga Jakub oraz Stanisław Ostroróg. W 1540 podzielili się oni dobrami w wyniku czego wieś Radzyny otrzymał Jakub. W 1556 Jakub zapisał Stanisławowi sumę 3000 złotych na wsiach Pamiątkowo, Baworowo, Sokolniki Małe i Radzyny. W 1559 Jakub sprzedał za 3000 złotych, z zastrzeżeniem prawa wykupu, Sokolniki Małe oraz Radzyny Wincentemu Gołaskiemu z Gołaszyna koło Obornik.
W latach 1568-1571 właścicielami wsi byli synowie Jakuba - Jan i Wacław z Ostroroga. W 1568 Jan sprzedał z zastrzeżeniem prawa wykupu bratu Wacławowi Sokolniki Małe i Radzyny za 5000 złotych. W 1570 Jan sprzedał z zastrzeżeniem prawa wykupu Stanisławowi Bronikowskiemu Sokolniki Małe, Radzyny, Orle Małe i Nosalewo za 7300 złotych, a w 1571 za 8100 złotych. W latach 1577-1583 właścicielką we wsi była Katarzyna z Leszna. W 1583 jako wdowa po Wacławie z Ostroroga wydzierżawiła Marcinowi Nagórskiemu wsie Baworowo, Pamiątkowo i Radzyny oraz skwitowała go z pierwszej raty za wspomnianej dzierżawy w wysokości 600 złotych.
Miejscowość odnotowały także historyczne rejestry podatkowe dzięki, którym znamy stosunki własnościowe we wsi. W 1508 miał miejsce pobór od 3 półłanków we wsi oraz po wiardunku od młyna wodnego o dwóch kołach wodnych. W 1510 pobrano podatki od 3 półłanków oraz młyna. W 1510 w Radzynach były dwa sołectwa, a wieś należała wówczas do panów Stanisława i Wacława z Ostroroga. Były w niej 3 półłanki osiadłe, 7 półłanków opuszczonych, młyn oraz karczma. Ostrorogowie płacili z nich dziesięcinę wicekustoszowi katedry poznańskiej oraz meszne należące do plebana w Kaźmierzu. W 1563 pobór odbył się od 3 łanów, karczmy dorocznej, młyna o dwóch kołach, a młynarz zapłacił pobór od jednego łana. W 1577 pobór zapłaciła Katarzyna z Leszna. W 1580 pobór od 4 łanów, jednego półłanka i jednego łana młynarskiego zapłacił Jan Koniecki.
Wskutek II rozbioru Polski w 1793, miejscowość przeszła pod władanie Prus i jak cała Wielkopolska znalazła się w zaborze pruskim.
Majątek Radzyń liczył pod koniec XIX wieku 5 domostw i 114 mieszkańców. Wcześniej używano nazwy Radzyny. W miejscowości znajdował się młyn wodny i cegielnia. W latach 1975–1998 miejscowość administracyjnie należała do województwa poznańskiego. W 2011 w Radzynach mieszkały 223 osoby. Oficjalną nazwą są Radzyny.